# 精神健康資訊學
精神健康資訊學，又稱網路精神醫學或數位精神醫學，是運用電腦資訊及通訊技術，來獲得、儲存、分析、交換及預測精神健康訊息及知識，以促進精神健康之臨床服務、教育、研究與行政，同時也探討人類在使用資訊科技之心理、行為模式及心理/精神病理特質之科学。
英國皇家精神科醫生學院（Royal College of Psychiatrists）於1983年成立精神健康資訊學特別興趣小組，首先出現了精神健康資訊學這個名詞。華人地區，林朝誠醫師於1998年9月12日提出Cyberpsychiatry之概念，2004年11月12日在心靈園地編輯群的討論下，修正為精神健康資訊學。目前在台灣，精神健康資訊學、網路精神醫學及數位精神醫學等名詞都有人使用。

## 參看
- 英國皇家精神科醫生學院：於1983年成立精神健康資訊學特別興趣小組(SIG)
- 網路上癮症：一種與本科相關的精神病

## 外部連結
- 英國皇家精神科醫生學院：精神健康資訊學特別興趣小組
- 林朝誠醫師：精神健康資訊學 （页面存档备份，存于）